# Teen Choice Awards 2000
Teen Choice Awards 2000 se konaly 6. srpna 2000 v Santa Monice v Kalifornii, tak jako první ročník.

## Uvádějící
| - 98 Degrees - Frankie Muniz - Lisa Kudrow - Shawn Wayans & Marlon Wayans - Aaliyah - Bill Goldberg - Mandy Moore - Sisqo - Amanda Lewis - Hanson | - Melissa Joan Hart - Dwayne Johnson - Andy Dick - Jennifer Love Hewitt - *NSYNC - Venus a Serena Williamsovy - Britney Spears - Jessica Simpson - Paul Walker - Vitamin C | - Carly Pope - Keri Russell - Pink - Courteney Cox - Lee Lee Sobieski - Rachael Leigh Cook - David Arquette - Leslie Bibb - Ricki Lake |

## Účinkující
- 98 Degrees – „Give Me Just One Night (Una Noche)“
- BBMAK – „Out of My Heart“
- No Doubt – „Simple Kind Of Life“
- Enrique Iglesias – „Be With You“

## Ocenění
Vítězové jsou označeni tučným písmem a první v pořadí.
| Herec | Herečka |
| --- | --- |
| Freddie Prinze Jr. jako Al Connelly ve filmu Zůstaň se mnou - Jason Biggs jako James „Jim“ Levenstein ve filmu Prci, prci, prcičky - Leonardo DiCaprio jako Richard ve filmu Pláž - Tobey Maguire jako Homer Wells ve filmu Pravidla moštárny - Omar Epps jako Quincy McCall ve filmu Láska a basket - Tom Cruise jako Ethan Hunt ve filmu Mission: Impossible II - Ben Affleck jako Rudy Duncan ve filmu Falešná hra - Matt Damon jako Tom Riley ve filmu Talentovaný pan Ripley               | Julia Roberts jako Erin Brockovich ve filmu Erin Brockovich - Cameron Diaz jako Lotte Schwartz ve filmu V kůži Johna Malkoviche - Charlize Theron jako Candy Kendall ve filmu Pravidla moštárny - Julia Stiles jako Imogen ve filmu Zůstaň se mnou - Angelina Jolie jako Lisa Rowe ve filmu Narušení - Christina Ricci jako Katrina Van Tassel ve filmu Ospalá díra - Kirsten Dunst jako Lux Lisbon ve filmu Smrt panen - Natalie Portman jako Novalee Nation ve filmu Jdi za svým srdcem                       |
| Dramatický film | Komedie |
| Šestý smysl - Americká krása - Pláž - Pravidla moštárny - Narušení - Láska a basket - Romeo musí zemřít - Talentovaný pan Ripley | Austin Powers: Špion, který mě vojel - Prci, prci, prcičky - Deuce Bigalow: Dobrej striptér - Zůstaň se mnou - Galaxy Quest - Všechny moje lásky - Road Trip - Ať to stojí, co to stojí |
| Film léta | Lhář |
| Scary Movie: Děsnej biják - Agent v sukni - 60 sekund - Křupan - Já, mé druhé já a Irena - Patriot - Drsnej Shaft - X-Men | - Tom Green, Road Trip - Chris Klein, Prci, prci, prcičky - Giovanni Ribisi, Riziko - Steve Martin, Trhák pana Bowfingera - Joshua Jackson, Lebky - Matt Damon, Talentovaný pan Ripley - Amanda Peet, Můj soused zabiják - Tobey Maguire, Skvělí chlapi |
| Nejlepší zloduch | Objev roku |
| Mike Myers jako Tlustý Parchant ve filmu Austin Powers: Špion, který mě vojel - Seann William Scott jako Steven „Steve“ Stifler ve filmu Prci, prci, prcičky - Ben Affleck jako Jim Young ve filmu Riziko - Andy Dick jako recepční motelu ve filmu Road Trip - Scott Foley jako Roman Bridger ve filmu Vřískot 3 - Trevor Morgan jako Tommy Tammisimo ve filmu Šestý smysl - Helen Mirren jako Eve Tingle ve filmu Pomsta - James Franco jako Chris Campbell ve filmu Ať to stojí, co to stojí | - Haley Joel Osment jako Cole Sear ve filmu Šestý smysl - Wes Bentley jako Ricky Fitts ve filmu Americká krása - Mena Suvari jako Angela Hayes ve filmu Americká krása - Chris Klein jako Chris „Oz“ Ostreicher ve filmu Prci, prci, prcičky - Hilary Swank jako Brandon Teena ve filmu Kluci nepláčou - Josh Hartnett jako Jasper Arnold ve filmu Nejpevnější pouto - Leelee Sobieski jako Samantha „Sam“ Cavanaugh ve filmu Nejpevnější pouto - Jude Law jako Dickie Greenleaf ve filmuTalentovaný pan Ripley |
| Záchvat vzteku | Chemie |
| - Lisa Kudrow – Zavěste, prosím - Cameron Diaz – Vítězové a poražení - Angelina Jolie – Narušení - John Cusack – Všechny moje lásky - Ben Stiller – Mystery Men - Joan Cusack – Příběh hraček 2 - Jodi Lyn O'Keefe – Ať to stojí, co to stojí - Rosanna Arquette – Můj soused zabiják | - Courteney Cox a David Arquette – Vřískot 3 - Jason Biggs a koláč – Prci, prci, prcičky - Mike Myers a Mindy Sterling – Austin Powers: Špion, který mě vojel - Virginie Ledoyen a Leonardo DiCaprio – Pláž - Julia Stiles a Freddie Prinze Jr. – Zůstaň se mnou - Omar Epps a Sanaa Lathan – Láska a basketbal - Amy Smart a Breckin Meyer – Road Trip - Katie Holmes a Barry Watson – Pomsta |
| Porážka léta | |
| Jim Carrey – Já, mé druhé já a Irena - Martin Lawrence – Agent v sukni - Jason Biggs – Křupan - Tom Cruise – Mission: Impossible II - Halle Berryová – X-Men - George Clooney – Dokonalá bouře - Hugh Jackman – X-Men - Angelina Jolie – 60 sekund - Anna Paquin – X-Men | |

### Hudba
| Zpěvák | Zpěvačka |
| --- | --- |
| Sisqo - Marc Anthony - Kid Rock - Will Smith - D'Angelo - Lenny Kravitz - Dr. Dre - Ricky Martin | Britney Spears - Christina Aguilera - Macy Gray - Jessica Simpson - Mariah Carey - Jennifer Lopez - Missy Elliott - Mandy Moore |
| Popová skupina | Rocková skupina |
| *NSYNC - 98 Degrees - Backstreet Boys - 702 - Destiny's Child - LFO - TLC - Savage Garden | Blink-182 - The Goo Goo Dolls - Korn - Limp Bizkit - Lit - No Doubt - Sugar Ray - Smash Mouth |
| Píseň roku | Album roku |
| „Bye Bye Bye“ – *NSYNC - „What a Girl Wants“ – Christina Aguilera - „Oops!... I did It Again“ – Britney Spears - „Show Me the Meaning of Being Lonely“ – Backstreet Boys - „Say My Name“ – Destiny's Child - „Cowboy“ – Kid Rock - „All the Small Things“ – Blink-182 - „Someday“ – Sugar Ray                                                                                               | - „Millennium“ – Backstreet Boys - „Devil Without a Cause“ – Kid Rock - „Voodoo“ – D'Angelo - „Christina Aguilera“ – Christina Aguilera - „Significant Other“ – Limp Bizkit - „Oops!... I did It Again“ – Britney Spears - „No Strings Attached“ – *NSYNC - „Enema of the State“ – Blink-182 |
| Video roku | Objev roku |
| „It's Gonna Be Me“ – NSYNC - „Adam's Song“ – Blink-182 - „I Do“ – Blaque - „The One“ – Backstreet Boys - „Oops!... I Did It Again“ – Britney Spears - „Pumping on Your Stereo“ – Supergrass - „The Real Slim Shady“ – Eminem - „Thong Song“ – Sisqó | Jessica Simpson - Marc Anthony - Macy Gray - Blink-182 - Enrique Iglesias - Sisqo - Filter - Pink |
| Zamilovaná píseň | Rap/Hip-Hop/R&B píseň |
| „Where You Are“ – Jessica Simpson s Nick Lachey - „I Wanna Love You Forever“ – Jessica Simpson - „Back at One“ – Brian McKnight - „Show Me the Meaning of Being Lonely“ – Backstreet Boys - „Thank God I Found You“ – Mariah Carey s 98 Degrees a Joe - „I Turn to You“ – Christina Aguilera - „From the Bottom of My Broken Heart“ – Britney Spears - „I Knew I Loved You“ – Savage Garden | „Thong Song“ – Sisqo - „Imperial“ – Rah Digga s Busta Rhymes - „Forgot About Dre“ – Dr. Dre s Eminemem - „Hot Boyz“ – Missy Elliott - „Untitled (How Does It Feel)“ – D'Angelo - „You Can Do It“ – Ice Cube - „Say My Name“ – Destiny's Child - „Holla Holla“ – Ja Rule                      |
| Píseň léta | |
| „It's Gonna Be Me“ - *NSYNC - „Be with You“ – Enrique Iglesias - „I Turn to You“ – Christina Aguilera - „Incomplete“ – Sisqó - „Oops!...I Did It Again“ – Britney Spears - „The Real Slim Shady“ – Eminem - „There You Go“ – Pink - „Try Again“ – Aaliyah | |

### Televize
| Herec | Herečka |
| --- | --- |
| Joshua Jackson jako Pacey Witter v seriálu Dawsonův svět - David Boreanaz jako Angel v seriálu Angel - Seth Green jako Daniel „Oz“ Osbourne v seriálu Buffy, přemožitelka upírů - Scott Foley jako Noel Crane v seriálu Felicity - Scott Speedman jako Ben Covington v seriálu Felicity - Frankie Muniz jako Malcolm Wilkerson v seriálu Malcolm v nesnázích - Jason Behr jako Max Evans v seriálu Roswell - Topher Grace jako Eric Forman v seriálu Zlatá sedmdesátá                              | Sarah Michelle Gellar jako Buffy Summer v seriálu Buffy, přemožitelka upírů - Katie Holmes jako Joey Potter v seriálu Dawsonův svět - Keri Russell jako Felicity Porter v seriálu Felicity - Anne Hathawayová jako Meghan Green v seriálu Get Real - Leslie Bibb jako Brooke McQueen v seriálu Popular - Carly Pope jako Samantha „Sam“ McPherson v seriálu Popular - Shiri Appleby jako Liz Parker v seriálu Roswell - Mila Kunis jako Jackie Burkhart v seriálu Zlatá sedmdesátá |
| Dramatický seriál | Komediální seriál |
| Dawsonův svět - Sedmé nebe - Buffy, přemožitelka upírů - Čarodějky - Felicity - Get Real - Druhá šance - Roswell | Přátelé - Popular - Třeba mě sežer - Simpsonovi - The Tom Green Show - Will a Grace - Zlatá sedmdesátá - Malcolm v nesnázích |
| Průlomový pořad | Osobnost |
| Popular - Angel - Daddio - Get Real - Making the Band - Malcolm v nesnázích - Roswell - Total Request Live | Carson Daly, Total Request Live - Regis Philbin, Live with Kelly and Michael - Tom Green, The Tom Green Show - Space Ghost, Space Ghost Coast to Coast - Ananda Lewis - Chris Kattan - William Shatner - Sock Puppet |
| Parťák | |
| - Sean Hayes jako Jack McFarland v seriálu Will a Grace - Alyson Hanniganová jako Wilow Rosenberg v seriálu Buffy, přemožitelka upírů - James Marsters jako Spike v seriálu Buffy, přemožitelka upírů - Ian Gomez jako Javier Clemente Quintata v seriálu Felicity - Amy Jo Johnson jako Julie Emrick v seriálu Felicity - Ron Lester jako Michael Bernardino v seriálu Popular - Brendan Fehr jako Michael Guerin v seriálu Roswell - Danny Masterson jako Steven Hyde v seriálu Zlatá sedmdesátá | |

### Ostatní
| Krásný muž | Krásná žena |
| --- | --- |
| Justin Timberlake - Nick Carter - Ryan Phillippe - Paul Walker - Enrique Iglesias - Ivan Sergei - Shane West - Ashton Kutcher | Britney Spears - Lil Kim - Christina Aguilera - Jessica Simpson - Jennifer Love Hewitt - Sarah Michelle Gellar - Rachael Leigh Cook - Jennifer Lopez |
| Komik | Modelka |
| Adam Sandler - Jim Carrey - Kathy Griffin - Martin Lawrence - Jay Leno - David Letterman - Chris Rock - Shawn Wayans          | Tyra Banks - Caprice Bourret - Gisele Bündchen - Jaime King - Rebecca Romijn-Stamos - Antonio Sabàto Jr. - Molly Sims - Kim Smith                    |

### Sport
| Atletika: Muž | Atletika: Žena |
| --- | --- |
| Kobe Bryant - Andre Agassi - Ken Griffey Jr. - Kurt Warner - Derek Jeter - Tiger Woods - Vince Carter - Sammy Sosa   | Mia Hamm - Brandi Chastain - Martina Hingis - Dominique Moceanu - Lindsay Davenport - Chamique Holdsclaw - Jenny Thompson - Michelle Kwanová |
| Extrémní atletika: Muž                                                                                               | Extrémní atletika: Žena |
| Tony Hawk - Tommy Clowers - Laird Hamilton - Bucky Lasek - Jeremy McGrath - Dave Mirra - Shaun Palmer - Kelly Slater | Holly Beck - Megan Abubo - Lisa Andersen - Layne Beachley - Tara Dakides - Dallas Friday - Vicki Golden - Laia Sanz                          |
| Profesionální wrestler                                                                                               | |
| The Rock - Big Show - Chyna - Bill Goldberg - Jeff Hardy - Chris Jericho - Kevin Nash - Triple H                     | |